# Junglemaina
De junglemaina (Acridotheres fuscus) is een vogelsoort uit de familie Sturnidae.

## Verspreiding en leefgebied
Deze soort komt voor in Pakistan, India, Myanmar en Indonesië en telt vier ondersoorten:
- A. f. mahrattensis: westelijk en zuidelijk India.
- A. f. fuscus: van noordelijk Pakistan en noordelijk India tot Bangladesh en centraal en zuidelijk Myanmar.
- A. f. fumidus: noordoostelijk India.
- A. f. torquatus: Malakka.

## Galerij

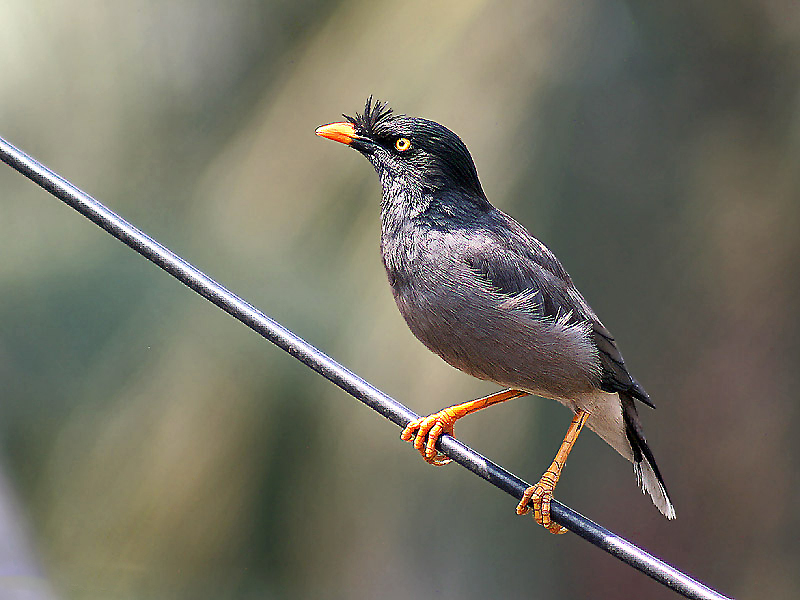
Exemplaar uit West-India.
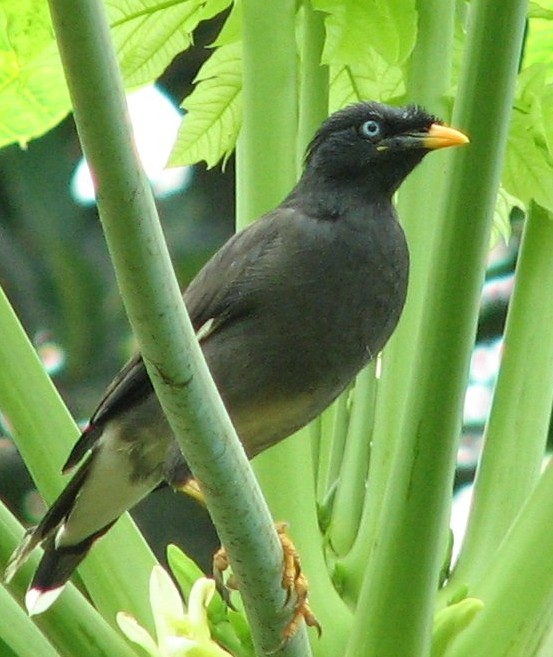
A. f. mahrattensis
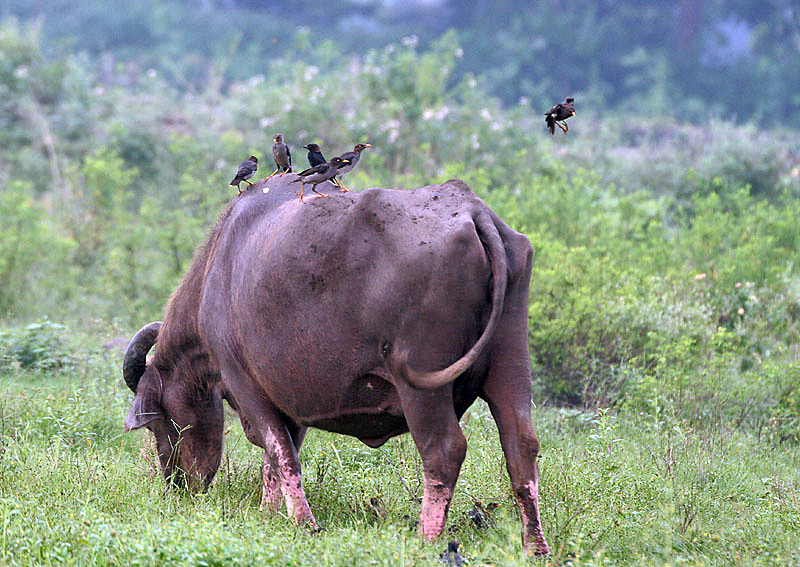
Foerageren naast buffels in West-Bengalen